# Keith Hill (homme politique)
Trevor Keith Hill (né le 28 juillet 1943) est un homme politique du parti travailliste anglais qui est député de Streatham de 1992 à 2010, ainsi que whip et ministre subalterne. 

## Jeunesse et carrière
Hill est né à Leicester et fait ses études à la City Boys 'Grammar School, d'où il obtient une bourse au Corpus Christi College, à Oxford. Il obtient un diplôme en éducation au University College of Wales, à Aberystwyth. 
Il est ensuite chargé de cours en politique, d'abord à l'Université de Leicester et à l'Université de Strathclyde de 1969 à 1973. Il travaille comme agent de recherche pour le département international du Parti travailliste de 1974 à 1976 avant de devenir officier politique pour le Syndicat national des cheminots, fusionné par la suite dans le Syndicat national des travailleurs des chemins de fer, des transports maritimes et des transports (RMT). Aux élections générales de 1979, il s'est présenté sans succès comme candidat travailliste à Blaby. 

## Carrière politique
Aux élections de 1992, Hill est le premier député travailliste élu pour la circonscription de Streatham. Il bat le député conservateur sortant Sir William Shelton par une marge convaincante. Cela reflétait en partie l'évolution de la démographie dans la circonscription, qui comprend une grande partie de Brixton. 
Après son élection en tant que député, il siège au Comité spécial des transports de 1992 à 1997. Sa première nomination gouvernementale est comme secrétaire parlementaire privé de Hilary Armstrong en 1997. Il devient whip adjoint du gouvernement de 1998 à 1999 . 
Il est nommé sous-secrétaire parlementaire aux transports (ainsi que ministre de Londres) au ministère de l'Environnement, des Transports et des Régions (DETR) en 1999 où il est responsable des transports locaux et des transports à Londres . 
En tant que ministre de Londres, Keith Hill est étroitement impliqué dans la préparation des élections à la Maire de Londres. C'est une tâche qu'il a assumée avec plaisir - les téléspectateurs de la télévision régionale ont vu M. Hill faire un rap au milieu de Trafalgar Square avec une casquette de baseball dos à l'avant pour essayer d'encourager les jeunes Londoniens à voter aux élections . 
Lors des nominations ministérielles qui ont suivi les élections de 2001, Keith Hill est passé au poste de whip en chef adjoint. Lors d'un remaniement du 13 juin 2003, Hill est promu au rang de ministre d'État et est admis au Conseil privé. Il est ministre du logement et de la planification au cabinet du vice-premier ministre jusqu'aux élections générales de 2005. Pendant cette période, il a la responsabilité principale du logement, de la planification, de la porte de la Tamise, de la politique urbaine et des questions de qualité de vie, et est ministre de Londres et du Dôme du Millénaire. Lors du remaniement qui suit les élections générales de 2005, Keith Hill est nommé secrétaire parlementaire privé du premier ministre, Tony Blair. Il est retourné à l'arrière-ban lorsque Gordon Brown est devenu Premier ministre en juin 2007 . 
Hill ne se représenta pas aux élections générales de 2010. On lui a offert un titre de chevalier dans les honneurs de dissolution de 2010, mais refuse en disant qu'il trouverait «l'idée dans son ensemble un peu embarrassante et trop pour moi» . 
Après avoir quitté le parlement, Hill devient le président de Lambeth Living, une ALMO (organisation indépendante de gestion) qui administre la majeure partie du parc de logements sociaux du conseil de Lambeth. 
En 2012, Keith Hill est nommé régulateur indépendant du nouveau régime d'autorégulation de l'Association of Residential Managing Agents (ARMA). L'ARMA est une association professionnelle pour les entreprises qui gèrent des immeubles résidentiels privés à bail en Angleterre et au Pays de Galles et la nomination de Hill marque la première fois que les agents de gestion sont soumis à une réglementation indépendante. 
Keith Hill est confirmé par le conseil de Hammersmith & Fulham en février 2015 en tant que président de la Commission des résidents sur les logements sociaux . 
Maintenant marié, Hill partageait autrefois un appartement avec l'acteur / comédien Eddie Izzard . 